# Perissus glaucinus
Perissus glaucinus är en skalbaggsart som först beskrevs av Jean Baptiste Boisduval 1835.  Perissus glaucinus ingår i släktet Perissus och familjen långhorningar. Inga underarter finns listade i Catalogue of Life.